# Between the Devil and the Deep Blue Sea
Between the Devil and the Deep Blue Sea – trzeci studyjny album studyjny southern rockowego zespołu Black Stone Cherry. Album został wydany 31 maja 2011 roku. Promuje go singel White Trash Millionaire wydany 1 kwietnia 2011 roku.

## Lista utworów
1. „White Trash Millionaire” – 3:18
2. „Killing Floor” – 4:00
3. „In My Blood” – 3:47
4. „Such A Shame” – 3:27
5. „Won’t Let Go” – 3:17
6. „Blame It on the Boom Boom” – 3:09
7. „Like I Roll” – 3:31
8. „Can’t You See” (The Marshall Tucker Band) – 3:31
9. „Let Me See You Shake” – 3:05
10. „Stay” – 3:22
11. „Change” – 3:03
12. „All I’m Dreamin’ Of” – 3:32

Źródło

### Dodatkowe utwory
1. „Staring at the Mirror” – 3:22 (iTunes Bonus Track)
2. „Fade Away” – 3:45 (iTunes Bonus Track)
3. „Die For You” – 3:14 (iTunes Bonus Track)

Źródło